# Jonathan Robinson
Jonathan Robinson (ur. 11 sierpnia 1756 w Hardwick, Massachusetts, zm. 3 listopada 1819 w Bennington, Vermont) – amerykański prawnik i polityk.
W latach 1807–1815 jako przedstawiciel stanu Vermont zasiadał w Senacie Stanów Zjednoczonych.
Jego starszy brat, Moses Robinson, także reprezentował Vermont w Senacie Stanów Zjednoczonych.